# Леонтович, Константин Константинович
Константин Константинович Леонтович (Родился 13 октября 1985), более известный как, Костя Леонтович, является украинским композитором, автором музыки к фильмам, гитаристом,  певцом и автором песен, а также является основателем рок-группы PICK-UP. В 2013 году основал школу рока MusicBall и музыкального лейбла Musicball Records.

## Личная жизнь
Леонтович родился и вырос в Киеве, сын Марианны и Константина Леонтович. У него есть одна старшая сестра, Александра, и один младший брат Давид. Его отец, Константин Павлович Леонтович, искусен в пении и игре на гитаре. Леонтович получил свои первые музыкальные уроки у него. Его мать, Марианна Олеговна Леонтович, также певица и музыкальный педагог. В детстве Костя, перепробовал практически все виды искусств и видов деятальности - хореография, пение в хоре, фортепиано, акробатика, баскетбол, и даже цирковое искусство. Но в возрасте 15 лет решил стать музыкантом.

## Карьера

### Ранний период
Леонтович начал заниматься музыкой с детства. Ещё с того времени, как он пошёл в детский сад, его мать заметила в нём способности. В возрасте 6 лет, он озвучивал фильм "Золотой цыпленок". Фильм был озвучен на английском языке для показа за рубежом. Костя обучался музыке в Киевской школе искусств № 2 и возрасте 9 лет, Леонтович отправился в свой первый музыкальный тур по Франции, где он пел украинские народные песни. Также, он выступал на различных площадках, в том числе в Киевской консерватории и Октябрьском Дворце. В возрасте 11 лет, он заинтересовался баскетболом и стал уделять меньше времени музыкальной деятельности. Но с 15 лет, Костя заинтересовался игре на гитаре и решил создать свою группу. Его первая группа называлась Л.И.Ф.Т.4 и они играли панк-рок. Группа просуществовала около года, и после этого, в течение нескольких лет, Леонтович был вокалистом в университетском музыкальном коллективе - Пост Индивидуум.
В 2005 году, им была создана группа, которую он назвал PICK-UP. С 2010 года, он также решил заняться сольным проектом. Его первый сингл "Атмосфера Небес", появился на украинском радио и в продаже во всем мире в мае 2010 года.

### 2011 Against the Flow - EP
Его второй сингл "We Praise", был выпущен 22 июня 2011 года и был также включен в англоязычный ЕР, под названием "Against the Flow". Леонтович записал свой альбом самостоятельно, сыграв почти на всех инструментах. Костя также выступал в качестве саунд-продюсера для этой пластинки. В 2015 году альбом был переиздан и в ЕР были включены 6 дополнительных бонус-треков.

### 2013 Школа Рока MusicBall
Костя начал преподавать уроки игры на гитаре ещё в школьные годы и немалый опыт, количество учеников, а также личные методики привели его к идее создания учебного заведения, в котором помимо обычных уроков игры на гитаре, студент будет иметь возможность играть в группе, выступать на сцене и записывать песни в студии. Таким образом, в 2013 году он основал MusicBall Rock School.

## Фильмография
| Год  | Название         | Режиссер     | Студия             | Примечание            |
| ---- | ---------------- | ------------ | ------------------ | --------------------- |
| 2015 | Над Пропастью    | Андрей Мухин | ArtAwaken          | Дополнительная музыка |
| 2018 | Metanoya         | Андрей Мухин | ArtAwaken          | Композитор            |
| 2019 | One Way          | Дима Мухин   | Muhin Company      | Композитор            |
| 2019 | Готель Едельвейс | Юрий Рудый   | Content Film Group | Композитор            |

## Дискография

### Синглы
- 2010 Heavenly Atmosphere
- 2015 More Than Rock and Roll
- 2016 Amazing
- 2017 Home
- 2018 Salvation
- 2018 Pafkindayl Theme
- 2019 Door to Eternity

### EP альбомы
- 2011 Against The Flow - EP
- 2017 Unbreakable Hope (Original Score) - EP

## Видеография

### Видеоклипы
- Атмосфера Небес
- We Praise
- Against The Flow

## Песни в чартах
The FDR Top 20 ROCK/Radio Airplay Украина
| год  | Название песни    | Позиция в чарте | Альбом      | Группа  |
| ---- | ----------------- | --------------- | ----------- | ------- |
| 2009 | «Більше Позитива» | 6               | Ближче - EP | PICK-UP |

## Внешние ссылки
- Official Website
- YouTube
- Twitter